# Teinostoma funiculatum
Teinostoma funiculatum es una especie de molusco gasterópodo de la familia Skeneidae en el orden de los Archaeogastropoda.

## Distribución geográfica
Es endémica de la isla de Príncipe (Santo Tomé y Príncipe).